# Rhein-Neckar Löwen
| Rhein-Neckar Löwen  | Rhein-Neckar Löwen             |
| ------------------- | ------------------------------ |
| Nadimak:            | Krötis, Kröten, Löwen (Lavovi) |
| Osnovan:            | 2002.                          |
| Boje kluba:         | žuto-plavo                     |
| Trener:             | Sebastian Hinze                |
| Dvorana:            | SAP-Arena                      |
| Sjedećih mjesta:    | 13.200                         |
| Sezona 2006./07.:   |                                |
| Njemačko prvenstvo: | 8. mjesto                      |
| Njemački kup:       | Finale (2. mjesto)             |

Rhein-Neckar Löwen je rukometni klub i natječe se u  Prvoj njemačkoj rukometnoj ligi.

## Poznati igrači koji su nastupali ili nastupaju za Rhein-Neckar Löwen
- Dmitri Torgowanow
- Oleg Velyky
- Andrej Sinjak
- Gábor Ancsin
- Ivan Martinović

## Vanjske poveznice
- Službene stranice kluba